# Diptilomiopus cerinus
Diptilomiopus cerinus är en spindeldjursart som beskrevs av Lamb 1953. Diptilomiopus cerinus ingår i släktet Diptilomiopus och familjen Diptilomiopidae. Inga underarter finns listade i Catalogue of Life.